# Neo Makama
Neo Makama (né le 17 mars 1981) est un footballeur lésothien. Il joue au poste d'attaquant.

## Référence
1. ↑  (en) « Fiche de Neo Makama », sur national-football-teams.com